# Occident (mouvement politique)
Pour les articles homonymes, voir Occident (homonymie).

La croix celtique était l'un des symboles d'Occident.

Occident, fondé en 1964, est un mouvement politique français d'extrême droite. Dissous le 31 octobre 1968, il est remplacé par le GUD et plus tard par Ordre nouveau.

## Origine
Issu de la dissolution le 2 novembre 1963 de la section de Paris de la Fédération des étudiants nationalistes par François d'Orcival « pour indiscipline et refus de l'orientation nationaliste »[réf. souhaitée] et la mise « en dehors des activités et de la communauté nationaliste » de plusieurs militants par la direction de la FEN le 18 février 1964, le mouvement Occident est fondé en avril 1964 par une équipe de lycéens et étudiants, essentiellement parisiens, qui choisissent initialement pour porte-parole Pierre Sidos, l'ancien animateur de Jeune Nation. Parmi ses cofondateurs, on compte notamment Gérard Longuet et Alain Madelin, tous deux longtemps députés et ministres des années 1980 aux années 2010.
Fin 1965, le mouvement compte 600 adhérents. De 1964 à 1968, on peut estimer à environ 1 500 le nombre d'adhésions à Occident. D'anciens animateurs du mouvement donnent toutefois des évaluations beaucoup plus basses : une centaine de militants en 1965, guère plus de 800 sur toute la France en 1968.

## Idéologie
Durant sa première année d'existence, lorsqu'il est sous l'influence de Pierre Sidos, le mouvement reproduit passivement un discours classique d'extrême droite, venu tout droit des années 1920-1930, où l'on discerne l'héritage de Charles Maurras. Les publications d'Occident dénoncent alors la démocratie, citant Louis-Ferdinand Céline : « Le gouvernement du peuple, pour le peuple, et par la vinasse », et rejettent le « mythe de l'élection », qui doit être remplacé par la « sélection des meilleurs éléments de la communauté populaire, en vue de constituer une nouvelle élite, fondée sur le mérite et les talents ». « Les nationalistes français constituent contre la république maçonnique et ploutocratique le Parti de la Nation française, le Parti de la seconde Révolution française, qui abolira les effets néfastes de la première ».
Occident se réfère alors volontiers à l'écrivain Robert Brasillach (fusillé en 1945 pour collaboration), se montre ouvertement raciste, célèbre les vertus du « sang » (« Le sang obsédera toujours l'esprit humain, sang mystique du Christ, sang biologique de la fécondation, sang commun à tous les peuples d'Europe » écrit Occident université, n° 6, 5 mars 1965), exalte l'« ethnie française », et affirme : « Pervers et nuisible sous toutes ses formes, le libéralisme est l'ennemi le plus dangereux du nationalisme ».
Le terme « fasciste » n'est pas renié : « Dans toutes les démocraties, la jeunesse s'ennuie, et dans toutes les démocraties, il y a des “blousons noirs”. Alors que dans les pays qualifiés de “fascistes”, il n'y en a jamais eu. Cela tient au fait que tout fascisme est l'expression d'un nationalisme, qui seul peut cristalliser la volonté de la jeunesse en un immense élan révolutionnaire ; le nationalisme, c'est la jeunesse au pouvoir ».

### Le tournant jeuniste et proaméricain de 1966
À la fin de 1965 intervient un tournant très net, à la suite de l'éviction de Pierre Sidos. Occident abandonne les références au passé, ne se soucie plus de rechercher une légitimité aux yeux de l'extrême droite traditionnelle mais se pose au contraire en rupture avec « les chers aînés, vivant dans le souvenir jaloux d'une trentaine de faillites, d'une quinzaine de défaites et d'un nombre respectable de trahisons ». Tandis que le fonds doctrinal se réduit à un nationalisme basique placé dans la tradition de Maurice Barrès, la propagande se concentre sur l'anticommunisme dans le contexte historique de la Guerre froide et s'appuie alors exclusivement sur des thèmes de politique internationale, le Viet-Nam en premier lieu, comme font au même moment les groupes d'extrême gauche qu'une constante micro-guérilla oppose à Occident dans les universités et les lycées.
Comme ses adversaires, Occident donne alors dans un jeunisme exacerbé, prétend incarner « l'espérance révolutionnaire de la jeunesse », et s'engage dans une radicalisation illustrée par des mots d'ordre provocateurs tels que « Tuez les communistes partout où ils se trouvent ! » (début 1966), reprenant l'exhortation du maréchal Suharto pendant la répression sanglante contre les communistes en Indonésie. De même, Occident approuve bruyamment le coup d'État du 21 avril 1967 en Grèce et précise : « La seule méthode reconnue pour mettre fin à l'agitation marxiste étant l'élimination physique, nous suggérons au gouvernement grec de ne pas se laisser prendre au piège d'un pseudo-humanitarisme ».
Le nom du mouvement est devenu en 1966-1967 un slogan résumant son positionnement : il défend l'Ouest contre l'Est marxiste. Ce faisant, il rejette implicitement l'opposition entre monde blanc et tiers-monde qui structurait la doctrine d'Europe-Action et de la FEN, considère que la décolonisation est une affaire classée et que le monde occidental a vocation à s'étendre à toutes les nations en lutte contre le communisme, quitte à soutenir les objectifs de la géostratégie mondiale des États-Unis. Toutefois, en juin 1967, au moment de la Guerre des Six Jours, il se refuse à manifester en faveur de l'État d'Israël, au contraire du reste de l'extrême droite française quasi unanime dans son enthousiasme pour l'État hébreu (à l'exception des nationalistes-révolutionnaires farouchement antisionistes et soutenant les nationalismes arabes). Le mouvement s'inscrit alors explicitement dans l'orbite intellectuelle de Maurice Bardèche, dont la revue Défense de l'Occident devient l'organe doctrinal officieux d'Occident.

### Premières actions violentes sur les campus universitaires
Une « trentaine de militants » d'Occident « ont attaqué un meeting » de gauche devant le restaurant universitaire de Nanterre, les 16 et 17 novembre 1966,, en présence de Daniel Cohn-Bendit, déclenchant « une violente bagarre à coups de barre de fer et de manches de pioche » et causant « deux blessés graves parmi les membres des mouvements de gauche et une dizaine de blessés légers », parmi lesquels le futur cinéaste Pascal Bonitzer.

### Le virage de l'hiver 1967-1968
Une dernière phase s'ouvre durant l'hiver 1967-1968. Conscient de ne plus faire le poids face à la montée en puissance de l'extrême gauche, Occident se détache du romantisme adolescent des débuts et recherche à nouveau des alliances chez les adultes et dans la droite traditionnelle. À cette fin, il se fond en janvier 1968 dans le cadre du Front uni de soutien au Sud-Vietnam que dirige Roger Holeindre. Alain Madelin met un terme à la presse du mouvement et Occident cesse dès lors toute production idéologique autonome.

## Historique

### Les assauts au Quartier latin
Dans le Quartier latin, les « Occidentaux » usent de violence contre les militants d'extrême gauche, en signe d'opposition à la représentation de la pièce de Jean Genet Les Paravents au Théâtre de l’Odéon à Paris le 4 mai 1966, dont ils obtinrent finalement le retrait, puis contre la librairie La joie de lire (appartenant à François Maspéro) et contre le café Champollion, le même mois, et contre des partisans du Nord-Vietnam, en octobre et novembre 1966 (sept blessés parmi les militants d'extrême gauche, dont trois sont hospitalisés).

### L'attaque à l'université de Rouen laisse un étudiant dans le coma
Le 12 janvier 1967, une petite équipe de vingt membres du mouvement Occident, venus de Paris, attaque les comités Viêt Nam sur le campus de l’université de Rouen devant le restaurant universitaire du Panorama à la Cité universitaire de Mont-Saint-Aignan, blessant grièvement des étudiants, l'un d'eux étant laissé dans le coma après avoir été frappé à coups de clé anglaise. Il devient journaliste au Monde à la rubrique universitaire du service éducation puis rédacteur en chef (2003) et directeur adjoint de la rédaction du Monde en 2007.
Cette agression entraîne l’interpellation rapide d’une vingtaine de membres du groupe, dont Gérard Longuet, Alain Madelin et Patrick Devedjian.
Treize militants d'Occident comparaissent le 12 juillet 1967 devant le tribunal de Rouen pour « violence et voies de fait avec armes et préméditation »,. Devant la difficulté de déterminer le rôle de chacun des agresseurs, le tribunal considère tous les prévenus comme co-auteurs des faits. Alain Robert et Jean Luc sont condamnés à huit mois de prison avec sursis et 500 F d'amende ; Patrick Souillard et Patrick Hillion à quatre mois avec sursis et 500 F d'amende ; Gérard Boulanger, Serge Nicolai, Patrice Gelinet, Michel Lacrampe et Jacques Marchat à trois mois avec sursis et 300 F d'amende ; Alain Madelin, Patrick Devedjian, Gérard Longuet et Hugues Leclerc à 1 000 F d'amende.
Des dommages et intérêts ont été accordés aux victimes : 2 000 F francs à Serge Bolloch qui, le crâne fracturé, dut être trépané, comme provision avant expertise du docteur Hodbille ; 500 francs à M. Laurent Marx ; 3 000 F à Claude Deron ; 500 F à Anne-Marie Gourvenec et 300 F à Jean-Marie Canu.
Cette affaire alimenta la tendance paranoïaque des militants d’Occident, prêts à se soupçonner mutuellement de trahison. Patrick Devedjian figurait en tête de liste des « balances » possibles. Convoqué sous le prétexte d’une réunion, le jeune militant fut soumis à un interrogatoire musclé et à la « baignoire ». Complètement nu, il enjamba la fenêtre et se laissa suspendre dans le vide avant d’être embarqué par une ronde de police.

### Le choc de Mai 1968
Au début du mois de mai 1968, les militants d'Occident multiplient les provocations contre les militants d'extrême gauche, au point que, selon Joseph Algazy, « il est vraisemblable que ces violences dans les campus ont contribué, elles aussi, au déclenchement de l'explosion de Mai 68 ». Lorsque l'explosion intervient, les membres d’Occident hésitent à rejoindre les barricades pour renverser le régime gaulliste qu’ils exècrent ou, au contraire, à lutter contre les militants d'extrême gauche. Alain Madelin propose un ralliement à la droite gaulliste mais ne peut l'imposer : de nombreux adhérents du mouvement se dispersent, quelques-uns se rapprochant des gaullistes voire des Républicains indépendants, d'autres faisant cause commune avec les gauchistes pour affronter les forces de l'ordre, tandis que la majorité choisit de sauvegarder l'autonomie de l'organisation dans l'attente de jours meilleurs.
Le décret du 12 juin 1968, dissolvant plusieurs mouvements extrémistes en application de la loi de janvier 1936, épargne Occident. René Capitant, ministre de la Justice, argüe : « Le mouvement Occident a employé la violence, parfois, mais il ne s'est pas dévoilé comme un mouvement subversif. » La préfecture de police de Paris avait pourtant demandé sa dissolution dès le 24 juillet 1964, de même que le directeur central des Renseignements généraux, le 8 décembre 1966.
Le 27 octobre 1968, à la suite du saccage par les militants d'Occident du local du Snesup (Syndicat national de l'enseignement supérieur) puis du journal Action, un groupe commun pro-chinois et anarchiste investit le café Relais-Odéon, lieu de rendez-vous habituel des militants d'Occident, y répand plusieurs bidons d'essence avant de lancer un cocktail Molotov. Prévenus par une « taupe » dans les milieux d'extrême gauche, les militants nationalistes s'étaient ce jour-là abstenus de se rendre à leur « quartier général »[réf. nécessaire]. Le soir même, la librairie maoïste de la rue Gît-le-Cœur est plastiquée, tandis qu'un autre groupe anarchiste s'efforce en vain d'incendier la Librairie française d'Henry Coston, tenu par erreur pour un proche du mouvement Occident[réf. nécessaire].
Le 31 octobre, devant les risques d'engrenage, Raymond Marcellin, ministre de l'Intérieur, faisait adopter par le Conseil des ministres la dissolution d'Occident, par application de la loi du 10 janvier 1936 sur les groupes de combat et milices privées, avec effet le lendemain 1er novembre 1968. Au mouvement Occident s’est substituée « une kyrielle de groupuscules qui avaient vocation à se rassembler dans une seconde phase, afin de contourner l’obstacle de la reconstitution de ligue dissoute. La principale base est le Groupe union droit (GUD) », au Centre de droit d'Assas.
Certains membres, souvent les plus américanophiles[réf. nécessaire], rejoignent par la suite les mouvements libéraux ou conservateurs de droite, comme Alain Madelin, Patrick Devedjian et Claude Goasguen. D'autres choisissent de continuer à l'extrême droite, avant de rejoindre le RPR, le Centre national des indépendants et paysans ou l'UDF, comme Alain Robert, François Haut ou Hervé Novelli. De son côté, Michel de Rostolan rejoint le CNIP, avant de se rallier au Front national.

## Commentaires des anciens membres ou sympathisants
- Patrick Devedjian (ancien président LR du Conseil départemental des Hauts-de-Seine, ancien ministre) : « Je ne me suis jamais caché de mon passé. J’étais d’origine arménienne et c’était aussi une façon, pour moi, de me sentir français. J’étais anticommuniste et, finalement, je n’ai pas changé. Je me suis engagé pour la cause de l’Algérie française. J’ai quitté Occident en 1966, après avoir découvert Raymond Aron. Ce mouvement n’avait rien à voir avec l’extrême droite de Jean-Marie Le Pen. C’était une autre époque, on ne peut pas comparer… »[25].
- Gérard Longuet (sénateur LR de la Meuse, ancien ministre) : « Pour des raisons personnelles, j’étais Algérie française et anticommuniste. J’ai fait un bout de chemin avec la FEN, avant de basculer vers Occident. Nous étions une bande de copains. Je n’ai jamais supporté que l’on m’interdise de m’exprimer. J’ai fait la campagne de Jean-Louis Tixier-Vignancour en 1965. On se spécialisait dans la relation conflictuelle et musclée avec l’extrême gauche. On s’est pris des raclées, j’ai eu le cuir chevelu entamé. Après l’incident de Rouen, où je n’étais pas impliqué, j’ai rejoint les Républicains indépendants »[25].
- Alain Madelin (ancien ministre) : « [J'étais animé par un] anti-communisme militant, extrême et passionné, qui a accompagné une bonne partie de ma vie d'étudiant. Et comme à ce moment-là, la France de l'anticommunisme était marginalisée, nous avons été systématiquement confinés à l'extrême droite. En face, ils étaient pour Mao et Pol Pot, pour les Gardes rouges et pour les Khmers rouges. Je ne regrette pas de ne pas avoir choisi ce camp-là »[26].
- Hervé Novelli (ancien secrétaire d’État) : « J’étais plus jeune que les autres, mais j’étais spontanément du côté de l’ordre. À l’époque, il n’y avait rien entre l’extrême droite et l’extrême gauche. Je n’ai pas un regret, Occident, c’était un engagement anticommuniste dans lequel je me reconnais toujours. C’est une époque révolue, il en reste une sorte d’amitié liée à l’adolescence. Ne tombons pas dans le piège de la béatification de l’extrême gauche et de la diabolisation de l’extrême droite »[25].
- François d'Orcival (ancien directeur de Valeurs Actuelles) : « J’étais à la FEN [Fédération des étudiants nationalistes], de 1962 à 1964. Cela correspond à des convictions de jeunesse, au bouillonnement des 20 ans. Je n’ai pas à renier cette époque, et il n’y a rien qui soit indigne. En 1962, j’avais été interné dans un camp, car j’étais Algérie française. Nous étions antimarxistes, mais je n’ai pas fait partie d’Occident. Je n’ai jamais été un extrémiste. Je ne suis pas un ancien combattant, et je suis journaliste depuis quarante ans. Tout ce que je peux dire, c’est que de Gaulle avait raison »[25].
- Didier Schuller (ancien haut fonctionnaire) : « Je suis entré à la Corpo de droit à Assas en 1964. J’étais un militant d’occasion qui fait le coup de poing. J’étais très Algérie française, mais si je ne suis pas allé à Occident, c’est que je ne voulais pas être le “juif” de ce mouvement. Je suis vite revenu vers des choses plus raisonnables, et en 1972, je suis entré dans les cabinets ministériels »[25].
- Patrice Gélinet (ancien directeur de France Culture) : « Une connerie de jeunesse, comme d'autres ont été gauchistes. C'était il y a plus de quarante ans, c'est-à-dire plus de temps que celui qui sépare l'élection de Mitterrand en 1981 de sa francisque. Je ne renie pas le passé, mais je n'en suis pas particulièrement fier »[27].

### Émission de radio
- Affaires sensibles, France Inter. Émission du 26 mars 2019, Occident présenté par Fabrice Drouelle.